# Maria Leer

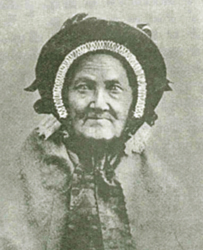
Maria Leer um 1863

Maria Leer (* 20. Juni 1788 in Edam; † 3. Juli 1866 in Leiden) war eine niederländische Gründerin einer Sekte, der Vereinigung der Zwijndrechtse Nieuwlichters.

## Leben
Maria Leer wurde am 20. Juni 1788 in Edam geboren. Sie war das fünfte von sechs Kindern von Pieter Jansse Leer (gest. 1794) und Anna Geertruy Gunthers (gest. 1796). Ihre Familie war deutschstämmig und gehörte der lutherischen Kirche an, der Vater kam aus Holstein, die Mutter aus Quakenbrück. Nach dem Tod des Vaters führte ihre Mutter das kleine Unternehmen der Familie fort, doch als auch sie starb, wurden Maria Leer und ihre minderjährigen Brüder in das Armenwaisenhaus in Edam aufgenommen. Dort erlernte sie „weibliche Tätigkeiten“, um später als Dienstmädchen arbeiten zu können. Zudem bekam sie Unterricht in Rechnen, Lesen und Schreiben. Sie lobte später die religiöse Erziehung durch den Waisenhausvater und Reverend Boomkamp, übte aber Kritik an der Mutter des Waisenhauses, der sie vorwarf, den Waisenkindern Lebensmittel und Seife vorenthalten zu haben. Am 6. November 1806 trat sie der niederländisch-reformierten Kirche bei.
Das Waisenhaus verließ Maria Leer am 3. Mai 1808 und fand eine Anstellung als Dienstmädchen. Diese verlor sie, da sie meinte, ihre Arbeitgeber über deren Laxheit in religiösen Angelegenheiten belehren zu müssen. Danach arbeitete sie als Näherin in Amsterdam. Dort besuchte sie in ihrer Freizeit fromme Zusammenkünfte. 1817 lernte sie den Schiffer Stoffel Müller (1771–1833), einen Torfschiffer, kennen, der den Plan hatte, im Geiste der ersten christlichen Gemeinschaft eine apostolische Bruderschaft zu gründen. Sie war von seinen Plänen höchst fasziniert. Die Warnungen ihres Pfarrers ignorierte sie und schloss sich Stoffel Müller an. Mit ihm fuhr sie auf dem Schiff nach Waddinxveen. Müller war verheiratet, doch da seine Frau und Kinder seine religiösen Ansichten nicht teilten, fühlte er sich frei, eine weitere Ehe einzugehen.

### Religiöse Gemeinschaft
Bei ihrer Ankunft in Waddinxveen stellten sie fest, dass einer ihrer religiösen Freunde verstorben war und begraben werden sollte. Die Witwe ernannte sie zu Anführern der Prozession und des Trauermahls. Am nächsten Tag schlossen Maria und Stoffel einen Bund mit zwei anderen Paaren. Dieser Tag galt als Gründungsdatum der Gemeinschaft. Die Witwe hatte Maria und Stoffel in einem Traum „wie Adam und Eva im Garten Eden“ gesehen, was die anwesenden Brüder und Schwestern dazu veranlasste, sie als „das erste Paar eines neuen Himmels und einer neuen Erde“ zu verkünden. Danach reisten sie nach Puttershoek.
Eine bürgerliche Regierung erkannten sie nicht länger an. Leer und Müller hatten nicht vor dem Standesamt geheiratet und auch die Geburt ihrer Tochter Josina nicht eintragen lassen. Die Mitglieder der Bruderschaft heirateten nur im Beisein ihrer Gemeinde und lebten in Gütergemeinschaft. Bei ihrer Kleidung strebten sie nach Gleichberechtigung. Die Frauen entwarfen eine Duffle-Jacke und Hose, eine schwarze Jacke und einen Rock sowie grob geformte Holzschuhe. Diese Neuerungen führten zu Verärgerung bei den anderen Anwohnern. Den Mitgliedern der Bruderschaft wurde Landstreicherei vorgeworfen und die örtliche Regierung zwang sie zum Umzug. Da sie dem nicht nachkamen, wurden einige, unter ihnen Maria Leer und Stoffel Müller, in Gewahrsam genommen. Wegen Beleidigung des Hofes und des Königs wurden sie zu einer einjährigen Haftstrafe in Sint Joris Gasthuis in Dordrecht verurteilt. Dort meldete sich Maria Leer als Mitglied der Niederländischen Reformierten Kirche ab.
Nach ihrer Freilassung versuchten sie, weniger auffällig zu leben. Beim Standesamt meldeten die Mitglieder der Bruderschaft ihren gemeinsamen Haushalt an, um nicht der Landstreicherei bezichtigt zu werden. Die männlichen Mitglieder der Bruderschaft leisteten einen alternativen Militärdienst, dies wurde durch den Leidener Professor Tydeman organisiert. Die Gütergemeinschaft ließen sie in einer amtlichen Urkunde am 20. April 1823 schriftlich bestätigen. Nachdem die Bruderschaft im strengen Winter 1822–1823 Suppe an die anderen Anwohner verteilt hatte, schwand langsam der Widerstand gegen die Bruderschaft und die Gemeinschaft wuchs. In dieser Zeit handelten Maria Leer und Stoffel Müller mit Streichhölzern per Torfkahn bis ins Ruhrgebiet. Auf diese Weise sorgte die Bruderschaft für den Lebensunterhalt der Gemeinschaft. Die Gruppe erwarb 1829 eine Werft in Zwijndrecht, dorthin zogen danach viele Mitglieder. Ein Jahr später trat der Rotterdamer Schokoladenhersteller Mets der Gemeinschaft bei und verlegte seine Fabrik nach Zwijndrecht. Die Bruderschaft wurde nun als „Zwijndrechtse Nieuwlichters“ bekannt.

### Ende der Bruderschaft
Durch die Reisen, die Maria Leer und Stoffel Müller unternahmen, und da es viele neue Mitglieder gab, verloren sie ihren Einfluss auf die Gemeinschaft. Der Grundsatz der Gütergemeinschaft geriet in Frage und im Juni 1832 wurde daher die Urkunde von 1823 revidiert, wozu Maria Leer erst nach langem Zögern und gegen ihren Willen zustimmte. Stoffel Müller starb am 3. August 1833 auf einer der Handelsreisen. Er wurde in Varik begraben und Maria Leer kehrte alleine nach Zwijndrecht zurück. Dort leitete sie die Bruderschaft, jedoch wandten sich die Mitglieder, die in Mijdrecht lebten, wegen ihrer radikalen Haltung gegen sie. Sie bestand auf freier Ehe und Gemeinschaftseigentum. Sie begann 1834 ein gemeinsames Leben mit Bruder Maarten Wulfsen, zudem wollte sie eine „Frauengemeinschaft“ in der Bruderschaft einführen. Dennoch unterzeichnete sie 1841 eine Urkunde, die die Gütergemeinschaft in eine Art Partnerschaft umwandelte. Mit der Auflösung dieses Unternehmens im Jahr 1843 wurde die Gemeinde offiziell aufgelöst. Bei der Vermögensteilung erhielt Maria Leer ihren Erbanteil.
Mit ihrer Tochter Josina lebte sie die ersten Jahre nach der Auflösung der Bruderschaft in Rotterdam, nach dem Tod von Josina am 2. Dezember 1848 lebte sie dort mit Freunden. Tagsüber ging sie auf die Straße, um Kranke und Verletzte mit selbstgemachten Pflastern und Medikamenten zu versorgen. Das einzig bekannte Foto von ihr ließ sie um 1863 in Dordrecht aufnehmen. Die Frau des Fotografen war ein spirituelles Medium und erlebte wie die Bruderschaft großen Widerstand seitens der Regierung. Maria Leer vertiefte sich in den Spiritualismus und veröffentlichte ihre Sicht auf dieses Phänomen in De Dageraad: Sie glaubte nicht an die Fortdauer des persönlichen Geistes nach dem Tod.
Bis zu ihrem Tod lebte Maria Leer ab 1860 im Bethlehemhofje in Leiden. Sie besuchte die Vorträge von Het Nut und fertigte für eine historische Ausstellung zwei Puppen in der traditionellen Tracht der „Zwijndrechtse Nieuwlichters“ an. Ihr Vermögen, welches aus der Immobilienteilung der Bruderschaft stammte, verlor sie aufgrund der Misswirtschaft ihres Bankiers. Sie starb am 3. Juli 1866 in ihrem Hof an den Folgen der Cholera.